# Luka Milunović
Luka Milunović (Belgrád, 1992. december 21. –) szerb utánpótlás-válogatott labdarúgó, középpályás.

## Pályafutása

### Klubcsapatokban
Pályafutását az FK Zvezdara és az OFK Beograd utánpótlás csapataiban kezdte. Utóbbi csapat színeiben mutatkozott be a felnőttek között a 2010–2011-es szezonban. 2011 nyarán a belga Zulte-Waregem igazolta le, ahol a 2011–2012-es szezon első felében tizenkettő bajnokin lépett pályára. Fél évet követően visszatért hazájába, a Crvena zvezdához. 2012. március 21-én gólt szerzett a rivális Partizan elleni bajnoki mérkőzésen.
Hatvanegy bajnoki mérkőzésen tizennégy gólt szerzett a Crvena zvezda színeiben, majd 2014 nyarán a görög Plataniá játékosa lett. Két szezon alatt 48 bajnokin szerepelt a görög élvonalban, 2016 nyarán azonban nem hosszabbította meg lejáró szerződését a klubbal, hanem az Árisz Theszaloníkiszhez írt alá három évre szóló szerződést.
2016. október 25-én mutatkozott be új csapatában. Két gólt szerzett és gólpasszt adott az Aiginiakósz elleni kupamérkőzésen. Első idényében 25 bajnokin kapott lehetőséget a csapatban, de a következő szezonban mindössze kilenc bajnokin lépett pályára, egyetlen találatát 2017. december 10-én szerezte a szezon során. 2018. augusztus 31-én közös megegyezéssel felbontották a szerződését.
Ezt követően hazatért az FK Voždovachoz, majd a 2019-es szezonban szerepelt a maláj Melaka United és Sebah FA csapatában is. 2020 januárjában szerződtette a Debreceni VSC.

### A válogatottban
A szerb korosztályos válogatottal pályára lépett a 2015-ös U21-es labdarúgó-Európa-bajnokságon.

## Sikerei, díjai
Crvena zvezda
- Szerb bajnok (1): 2013–14
- Szerb kupagyőztes (1): 2011–12